# Рано-Рараку

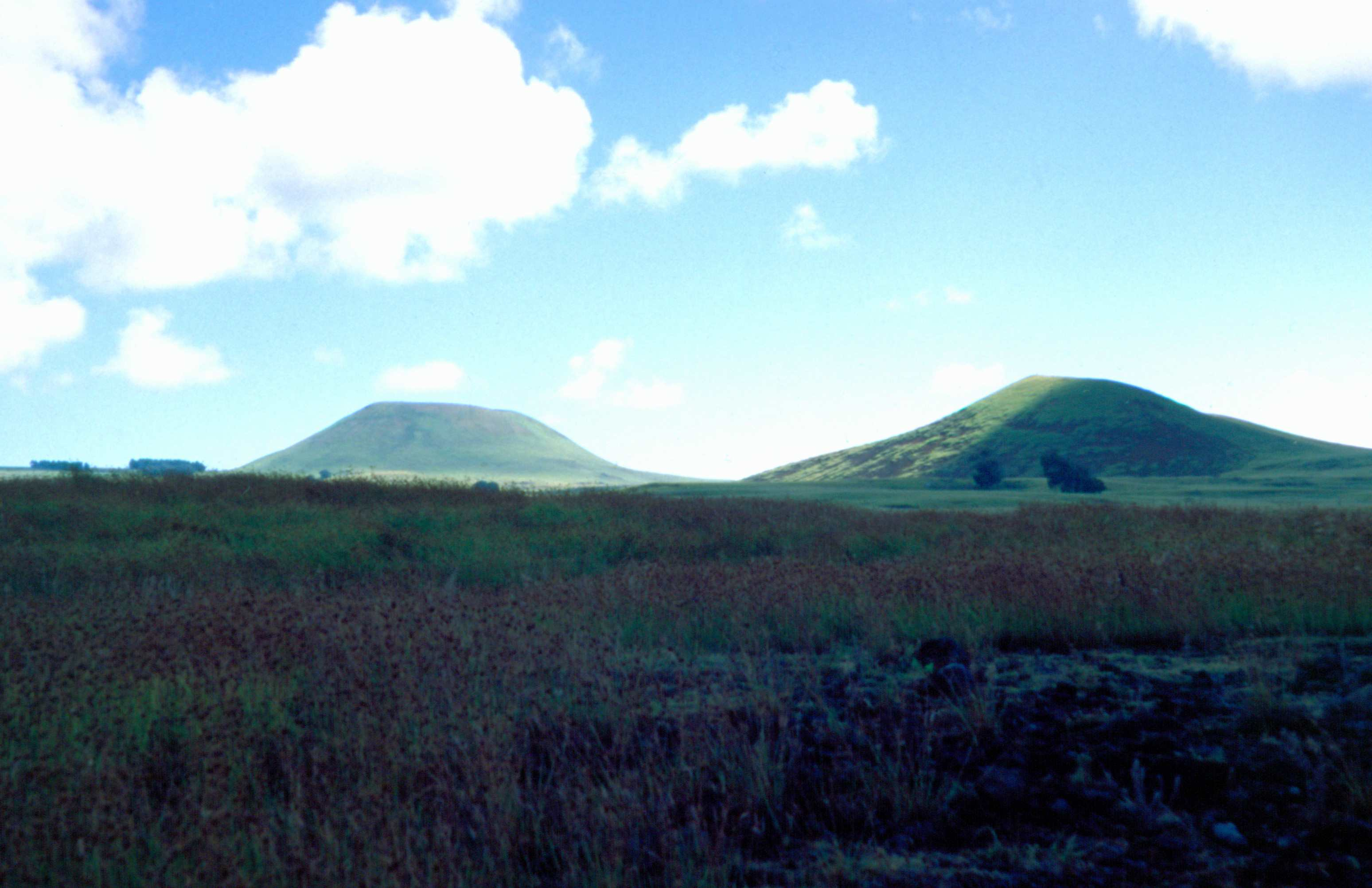

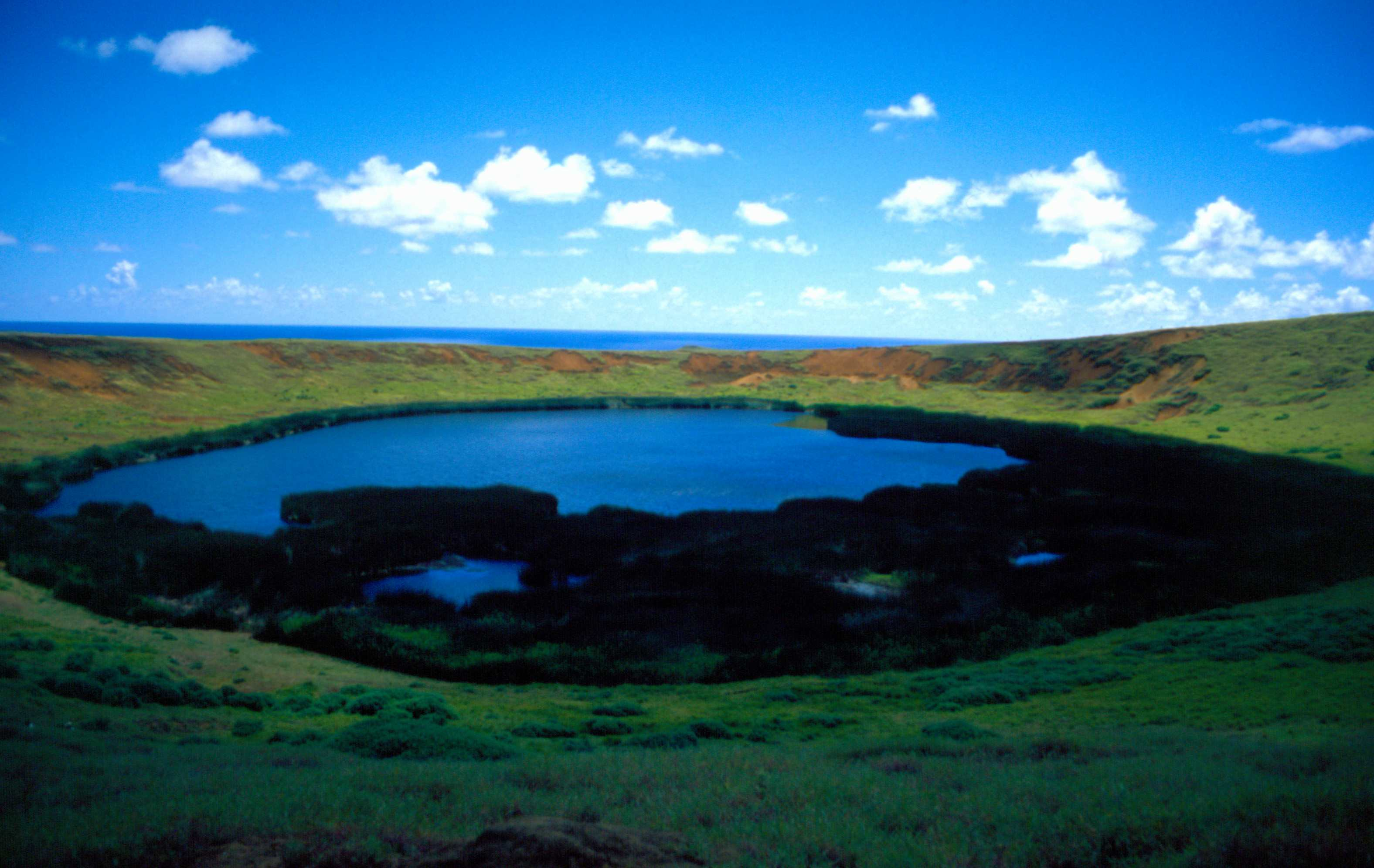

Рано-Рараку (исп. Rano Raraku) — вулкан на острове Пасхи.
Рано-Рараку — потухший вулкан высотой до 150 метров на острове Пасхи в восточной части Тихого океана. Находится в 20 километрах от города Анга-Роа и в 1 километре от побережья, посреди поросшей травой равнины. Юго-восточный склон этой кеглеобразной горы частично обрушился. Рано-Рараку является вторичным вулканом Маунга Теревака, крупнейшей возвышенности острова Пасхи.
Породой, образующей вулкан, является жёлто-коричневый туф с многочисленными различными включениями. На склонах горы, особенно в её южной части, можно увидеть каменоломни, где высекались моаи, каменные статуи острова Пасхи. Приблизительно 300 таких статуй различной степени завершённости и по сей день на полпути к вершине Рана Рараку опоясывают его кратер. В овальном же кратере размером 350 на 280 метров лежит пресноводное озеро, берега которого густо заросли камышом тотора. Вплоть до недавнего времени это озеро служило местному населению источником пресной воды.